# Pandolfo Collenuccio
Pandolfo Collenuccio (Pesaro, 7 gennaio 1444 – Pesaro, 6 luglio 1504) è stato un umanista, storico e poeta italiano.

## Biografia

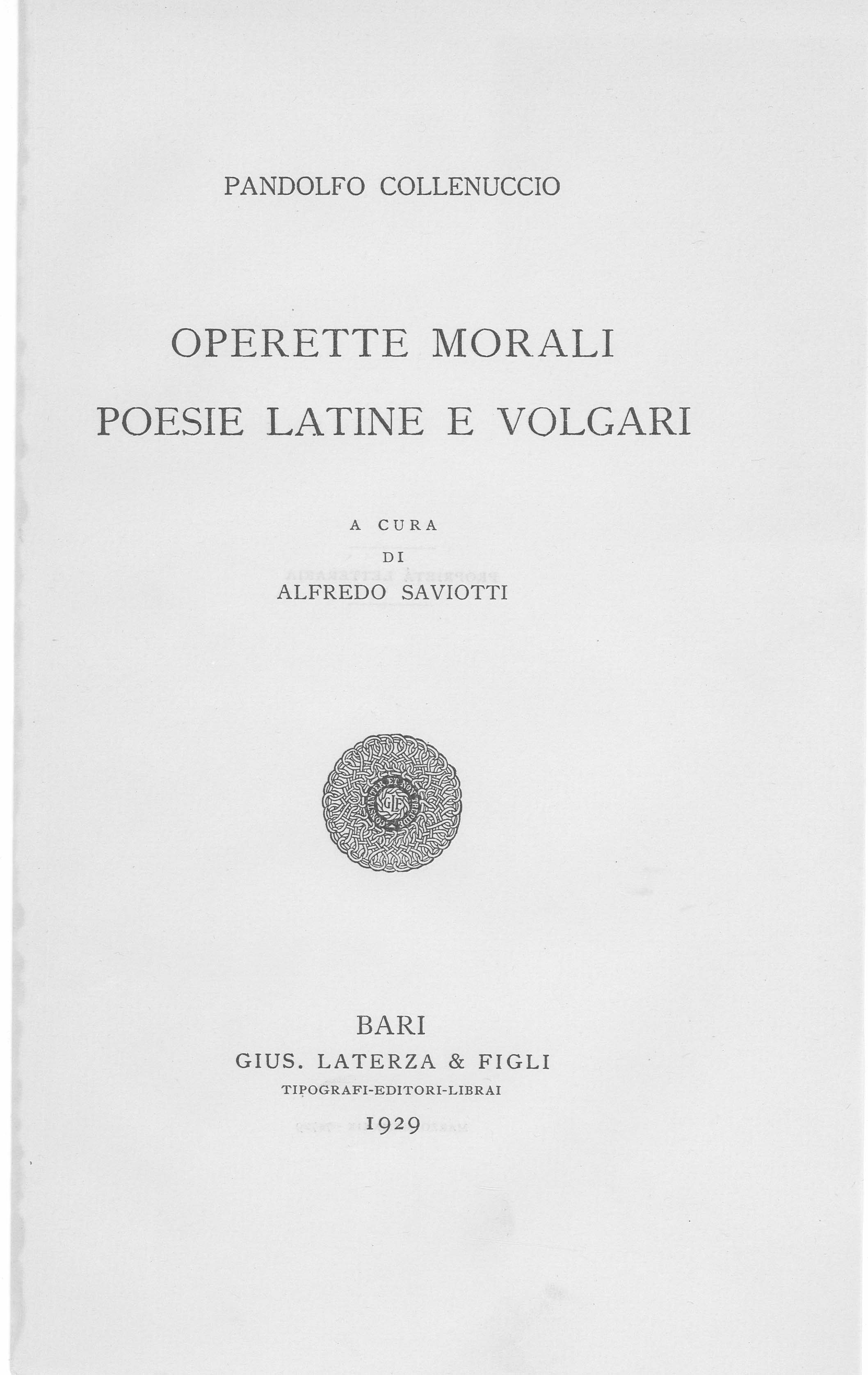
Operette morali, 1929

Figlio di un maestro di grammatica originario di Coldellanoce, frazione di Sassoferrato, si laureò in Giurisprudenza a Padova nel 1465. Frequentò la corte di Pesaro ricoprendo numerose cariche politiche (fu fra l'altro vicario generale di Costanzo I Sforza) e svolgendo importanti missioni diplomatiche; guidò fra l'altro la delegazione presso Sisto IV che riuscì a ottenere la signoria di Pesaro per Giovanni Sforza, figlio illegittimo di Costanzo I. La sua carriera di cortigiano e diplomatico lo mise anche in contatto con Lorenzo de' Medici e Poliziano. Nel 1488, tuttavia, proprio per contrasti con Giovanni Sforza, in seguito a una diatriba col signore di Camerino Giulio Cesare da Varano, Collenuccio fu imprigionato, subì la confisca dei beni, e fu infine costretto a lasciare la città natale per l'esilio (1489).
La fama di umanista (è stato fra l'altro il primo ad aver studiato gli Etruschi e ad aver creato il primo museo di scienze naturali in Italia) e l'abilità di diplomatico e uomo politico gli valsero la protezione di Lorenzo il Magnifico, dei Gonzaga, che nel 1491 lo fecero nominare podestà di Mantova, e soprattutto di Ercole I d'Este. Quest'ultimo nominò Collenuccio dapprima consigliere e in seguito capitano di Giustizia (1500), e lo inviò come ambasciatore presso l'imperatore e il papa Alessandro VI.
In qualità di legato di Ercole I, sostenne la causa di Cesare Borgia nel corso della seconda spedizione romagnola di quest'ultimo; pertanto, quando Cesare Borgia conquistò Pesaro, Collenuccio ottenne la restituzione dei beni che gli erano stati confiscati da Giovanni Sforza. Morto Cesare Borgia e tornato a Pesaro Giovanni Sforza, Collenuccio si rifugiò nuovamente a Ferrara da Ercole d'Este. La sua morte fu conseguenza di una trappola tesagli da Giovanni Sforza. Il signore di Pesaro gli aveva fatto intendere, infatti, che avrebbe permesso il suo ritorno in patria; ma non appena Collenuccio mise piede a Pesaro, Sforza lo fece imprigionare, torturare e infine uccidere, senza processo.

## Produzione letteraria
La maggior parte delle opere letterarie e storiche di Collenuccio, in latino e in volgare, sono state composte dopo la prima condanna (1489) e sono state pubblicate postume per lo più a cura del figlio. Molto interessanti, e indispensabili per comprendere la vita spirituale del XV secolo, le cosiddette Operette morali di Collenuccio, scritte in latino e volgare negli anni dell'esilio, e riunite in volume, assieme alle Poesie latine e volgari, a cura di Alfredo Saviotti .
Scrisse anche un'originale opera naturalistica, la Pliniana defensio, per difendere Plinio dalle accuse di Niccolò Leoniceno. Lo scritto, diffidando del principio di autorità, propende per uno stile della ricerca naturalistica fondato sull'esperienza.
I versi, sia quelli in lingua latina che in lingua italiana, hanno invece in genere scarso valore, tranne la Canzone alla Morte, giudicata uno dei migliori risultati poetici della lirica del secolo XV e, anche alla luce della tragica fine dell'autore, un esempio di stoicismo umanistico. La morte, essendo considerata la vita una catena non interrotta di tormenti e delusioni, viene invocata come donatrice di pace.
La principale opera storica di Pandolfo Collenuccio, quella alla quale è maggiormente legata la sua la fama, è il "Compendio delle istorie del regno di Napoli". Iniziata nel 1498 per incarico del duca Ercole I d'Este, fu pubblicata solo trentacinque anni dopo la morte dell'autore.

## Opere

### In latino
- Pandulphi Collenutii iurisconsulti Pisaurensis Historiae Neapolitanae ad Herculem 1. Ferrariae ducem libri VI. Cui accesserunt, praeter prouinciarum, vrbium, ... principum, ... nobilium familiarum nomenclaturam, totius etiam cosmographica tabula. Omnia ex Italico sermone in Latinum conuersa. Ioann. Nicol. Stupano Rheto interprete., Basileae: apud Petrum Pernam, 1572.
- Pandulphi Collenucii, Descriptio, seu potius Summa rerum Germanicarum. Res a Pandulpho Collenuccio olim in unum collectae. Romae: per Antonium Bladum, mense Septembris 1546. Si tratta di un'operetta geografica sulla Germania, scritta sul modello del De Origine et situ Germanorum di Tacito.
- Pandulphi Collenucij Pisaurensis, Pliniana defensio Pandulphi Collenucij Pisaurensis iurisconsulti aduersus Nicolai Leoniceni accusationem, Ferrariae: Andreas Belfortis gallicus, 1493. È una Difesa di Plinio il vecchio.
- Pandulphi Collenucii Pisaurensis De vipera libellus, Venetiis: Io. Petrus Quarengius a se proprio aere impressum primus publicat, 1506. Eidibus Iuniis.
- Pandulphi Collenucii Pisaurensis Apologi quatuor, 1 Agenoria, 2 Misopenes, 3 Alithia, 4 Bombarda, Argentorati: in aedibus Matthiae Schurerij, 1511.

### In volgare
- Pandolfo Collenuccio, Compendio delle historie del Regno di Napoli, composto da messer Pandolfo Collenutio iurisconsulto in Pesaro, Vinegia: per Michele Tramezino, 1548. La principale opera storica di Pandolfo Collenuccio, abbraccia un periodo molto lungo, dall'antichità fino ai suoi tempi. Pubblicata postuma, l'opera venne giudicata, dagli intellettuali del Regno di Napoli, come il lavoro malevolo di un forestiero: il lavoro di Collenuccio venne spesso stravolto e la reazione si concretizzò nella redazione di storie locali (Angelo di Costanzo, Tommaso Costo, ecc.)[5].
- Pandolfo Collenuccio, Il Filotimo, dialogo tra la testa e la berretta, Venezia: Dalla tipografia di Alvisopoli, 1836. È uno dei Dialoghi filosofico-morali, derivati da quelli del greco Luciano di Samosata. Dialogo fra la Testa e il Berretto a proposito della fortuna e della vanità del mondo. La discussione viene moderata da Ercole il quale elogia sia le virtù intellettuali (l'arte, la scienza, ecc.) che quelle morali (la generosità, la giustizia, ecc.) dell'uomo.
- Pandolfo Collenuccio, Comedia dilettosa raccolta nel Vecchio Testamento, nouamente ristampata, nella quale si ragiona de Iacob, et de Ioseph. Composta per il magnifico caualliero, et dottore, messer Pandolpho Collenutio, Venetia: per Matthio Pagan in Frezzaria, all'insegna della Fede, 1554.
- Apologo intitulato Specchio di Esopo , tradotto di greco in volgare da Pandolpho Collenuccio, In Venetia: per Comin da Trino, 1563. Composto dopo il 1497 consta di ragionamenti riguardanti i contrasto fra la realtà e l'apparenza e fra la vita semplice e quella falsa attorno ai centri di potere. Dialoghi fra Ercole, cacciato dalla corte per aver difeso la virtù, il Re, Esopo (una cui favola, quella della castagna che, a danno del pastore, soffia sul fuoco), Blacico e Luciano di Samosata.
- Titus Maccius Plautus, Comedia di Plauto intitolata l'Amphitriona, tradotta dal latino al uolgare, per Pandolfo Colonnutio, & con ogni diligentia corretta, & nuouamente stampata. Stampata in Vinegia: per Nicolo d'Aristotile detto Zoppino, 1530. È la traduzione in terzine dell'Anfitrione di Plauto.
- Pandolfo Collenuccio, Educatione vsata da li antichi in aleuare li loro figlioli, et come partiuano il tempo ad insegnarli le dottrine, composte dal Pandolpho Collenutio da Pesaro In Venetia: Giovanni Stefano Sabini, 1543

### Edizioni
- Pandolfo Collenuccio, Compendio de le istorie del Regno di Napoli, Scrittori d'Italia 115, Bari, Laterza, 1929. URL consultato il 29 giugno 2015.

- Pandolfo Collenuccio, Operette morali, Scrittori d'Italia 116, Bari, Laterza, 1929. URL consultato il 29 giugno 2015.